# Будихино (Ярославская область)
Будихино — деревня в Глебовском сельском округе Глебовского сельского поселения Рыбинского района Ярославской области .
Деревня  расположена в центральной части Глебовского сельского поселения, к северу от железной дороги Рыбинск—Сонково и к западу от железнодорожной станции Тихменево. Она расположилась на правом берегу ручья Кормица у самого его истока. Дорога в восточном направлении ведёт от Будихино через деревню Чудиново к посёлку Тихменево. Дорога в западном направлении, следующая по правому берегу Кормицы выходит к деревне Добрино . Дорога в северном направлении выходит к деревне Подорожная, стоящую на дороге Рыбинск—Глебово с автобусным сообщением .
Деревня Будахина указана на плане Генерального межевания Рыбинского уезда 1792 года.
На 1 января 2007 года в деревне числилось 10 постоянных жителей . Почтовое отделение, расположенное в посёлке Тихменево, обслуживает в деревне Будихино 44дома .